# Brasserie St-Feuillien
La Brasserie St-Feuillien parfois appelée Brasserie Friart est une entreprise familiale belge située dans le centre du Rœulx  en province de Hainaut. Elle produit plusieurs bières parmi lesquelles la St-Feuillien.

## Histoire
En 655, Feuillien, un moine irlandais qui évangélisait la région fut martyrisé et tué sur le territoire de l'actuelle commune du Rœulx. À l'endroit de son supplice, ses disciples élevèrent une chapelle qui deviendra, en 1125 l'abbaye Saint-Feuillien du Rœulx.
Cette abbaye de l'ordre des Prémontrés a produit de la bière pendant plusieurs siècles jusqu'à 1796 et les suites de la révolution française.
En 1873, Stéphanie Friart Rose (1841-1911) commence une activité de brasseur non loin du village du Rœulx. L'entreprise brasse dans un premier temps des bières légères telles que Rhodia Pils puis, plus tard, des bières d'abbaye suivant des recettes de l'abbaye de Saint-Feuillien toute proche. En 1920, la brasserie déménage et s'installe dans le centre du Rœulx. Actuellement, la cinquième génération de la famille Friart, dirige l'entreprise en la personne de Benoît Friart qui est également le bourgmestre de la commune.
Depuis 2023, la brasserie Saint-Feuillien dispose d'installations ultramodernes intégrant toutes les étapes de production et de distribution de ses bières toujours plus variées. La production a rejoint l'embouteillage, le stockage et la distribution.  Elles sont situées à l'extérieur de la ville, dans un zoning que longe la rue d'Houdeng.

## Marché
Avec une production annuelle de 40 000 hl en 2016, la brasserie St-Feuillien est le plus gros producteur de bière de la région du centre.   En 2020, un cinquième de la production est destiné à l'Horeca,  et un peu plus d'un tiers à la grande distribution en Belgique ; le reste, soit quelque 45 %, part à l'exportation,, principalement vers la France.

## Bières
- La gamme St Feuillien se décline en quatre versions reprises parmi les bières belges d'abbaye reconnues. Ce sont des bières de fermentation haute commercialisées en bouteilles de 33 et 75 cl.
  - La St-Feuillien blonde (7,5°)
  - La St-Feuillien brune réserve (8,5°)
  - La St-Feuillien triple (8,5°).
  - La St-Feuillien de Noël (9°) a une robe d’un brun rubis profond.
  - La Saison (from St-Feuillien) (6,5°), bière blonde non filtrée.
- La gamme Grisette[1], totalement bio[7], se décline en trois versions commercialisées en bouteilles de 25 cl :
  - La Grisette blonde bio gluten free (5,5°)[8].
  - La Grisette blanche bio (5,5°).
  - La Grisette fruits des bois (3,5°).
- La Saison (from St-Feuillien) (6,5°) est une bière blonde non filtrée.
- La Grand-cru (9,5°) est une bière blonde refermentée en bouteilles de 33 cl, médaille d'or aux World Beer Awards en 2017 dans la catégorie « Pale Beer - Belgian Style Strong »[9].
- La Léon 1893 (6,5°) est une bière blonde brassée pour la chaîne de restaurants Chez Léon.
- La Belgian Coast IPA (5,5°) est une bière India Pale Ale légère, médaille d'argent aux World Beer Awards en 2017 dans la catégorie « Pale Beer - IPA »[9].

À partir de 2016, à côté de nouveautés permanentes, la brasserie propose des créations éphémères en édition limitée. En 2019, elle élargit sa gamme en introduisant :
- la Five, blonde légère à 5 %, à l'intention d'une clientèle jeune ;
- la Saint-Feuillien Quadruple, bière d’abbaye brune à 11 %[10], principalement destinée à l'exportation ;
- le Triple Distilled Malt, spiritueux à 46 %, à l'intention des amateurs de whisky[10],[6].